# Pronuncia scolastica del greco antico
Il greco antico è stato pronunciato in vari modi dagli studiosi di letteratura greca in svariati luoghi e periodi. Questo articolo si occupa di queste pronunce; la moderna ricostruzione scientifica è mostrata nella pagina relativa.

## Mondo greco

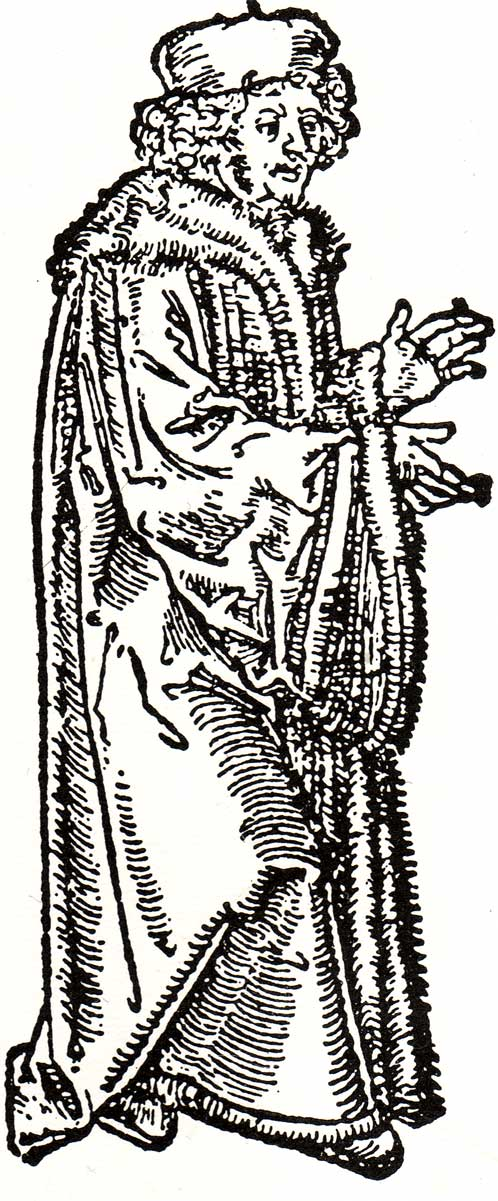
Johannes Reuchlin (1516)

Fra i locutori di greco moderno, dall'Impero Bizantino alle moderne Grecia, Cipro e la diaspora greca, i testi greci di ogni periodo sono sempre stati pronunciati utilizzando la stessa pronuncia del greco vernacolare dell'epoca. Questo rende facile riconoscere le tante parole che sono rimaste uguali o simili nella forma scritta da un periodo all'altro. Fra i classicisti è spesso chiamata pronuncia roicliniana, dal nome dello studioso rinascimentale Johannes Reuchlin che ne difese l'uso nel XVI secolo.
Tuttavia i testi didattici di greco antico per l'istruzione secondaria danno una descrizione sommaria della pronuncia antica. Ciò include la differenziazione fra vocali brevi e lunghe e fra i vari accenti; la pronuncia dello spirito aspro come /h/ e la pronuncia di β, γ e δ come occlusive e dei dittonghi come tali. Tuttavia, spesso non si fa menzione dell'antica pronuncia aspirata di θ, φ e χ, che è diversa dalla moderna pronuncia fricativa.

## Chiesa ortodossa orientale
Le facoltà di teologia e le scuole correlate o appartenenti alla Chiesa ortodossa orientale usano la pronuncia del greco moderno per seguire la tradizione dell'Impero bizantino.

## L'istruzione nel Rinascimento

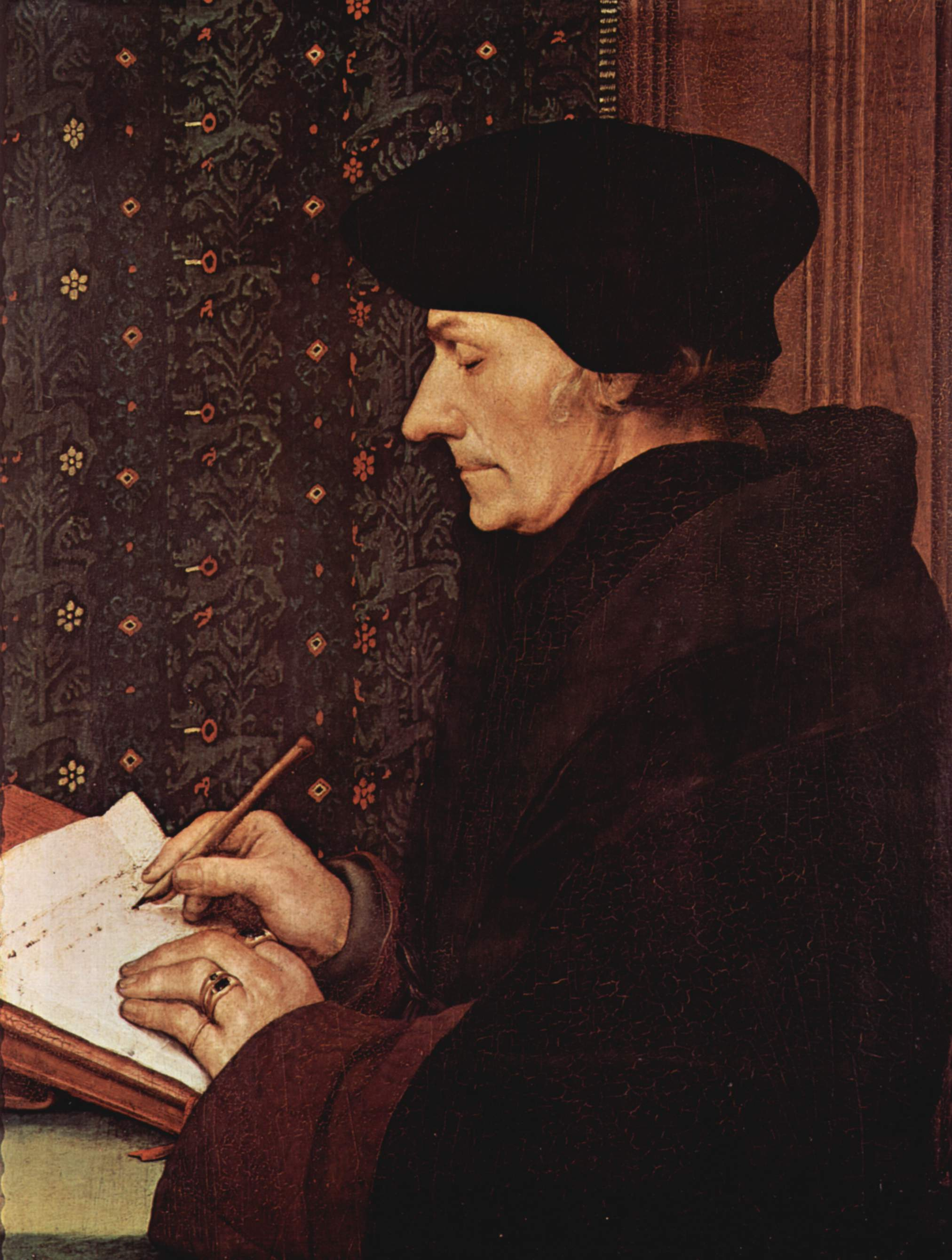
Erasmo da Rotterdam

Lo studio del greco nel mondo occidentale si espanse notevolmente durante il Rinascimento, in particolare dopo la caduta di Costantinopoli nel 1453, quando gli studiosi greci bizantini emigrarono in Europa. Tali studiosi applicavano al greco antico la stessa pronuncia del greco che parlavano; di conseguenza, i testi greci erano allora universalmente pronunciati con la pronuncia medievale importata dai dotti bizantini, i quali erano anche considerati modelli di pronuncia in quanto madrelingua greci.
Dal 1486 circa vari studiosi (in particolare Antonio de Nebrija, Girolamo Aleandro e Aldo Manuzio) giudicarono la pronuncia incoerente con le descrizioni che venivano fornite dagli antichi grammatici e suggerirono pronunce alternative. Questo lavoro culminò nel dialogo di Erasmo da Rotterdam De recta Latini Graecique sermonis pronuntiatione (1528). Il sistema da lui proposto fu quindi detto pronuncia erasmiana.

## Regno Unito e Stati Uniti
Nel 1540 John Cheke e Thomas Smith divennero professori regi a Cambridge. Entrambi proposero contemporaneamente una ricostruzione della pronuncia sia del greco che del latino molto simile al sistema di Erasmo che fu adottata nelle scuole.
Poco dopo le riforme di Cheke e Smith, l'inglese subì il grande spostamento vocalico, che cambiò in particolare i valori fonetici delle vocali lunghe dell'inglese. Gli stessi cambiamenti influenzarono anche la pronuncia inglese del greco, che si conseguenza si allontanò sia dal greco antico che dal greco come veniva pronunciato in altri paesi occidentali.
Un'altra particolarità della pronuncia inglese del greco antico si deve al lavoro di Isaac Vossius. Egli sostenne in un trattato pubblicato anonimo che gli accenti scritti del greco non riflettessero l'effettiva pronuncia. Inoltre, Heinrich Christian Henning pubblicò il Dissertatio paradoxa, in cui sosteneva che il greco dovesse seguire gli stessi principi accentuativi del latino, una tesi oggi considerata universalmente errata. Generalmente si ritiene che una sillaba accentata in greco antico sia quella che porta l'accento scritto, ma molti studiosi autorevoli ritengono che si tratti di un accento musicale, piuttosto che dell'accento intensivo del greco moderno. Le idee di Henning hanno influenzato l'insegnamento della pronuncia nel Regno Unito e nei Paesi Bassi ma ha trovato resistenze negli Stati Uniti e in altri paesi.
Così, verso la metà del XIX secolo, la pronuncia del greco antico nelle scuole inglesi era piuttosto diversa da quella del greco moderno, dalla quella antica ricostruita e dalla quella usata in altre nazioni. La Classical Association, inoltre, promulgò una nuova pronuncia come la descriveva Sidney Allen nel 1987, basata sulla ricostruzione della pronuncia antica, che oggi è usata generalmente nelle scuole britanniche.
Le riforme della pronuncia del greco nelle scuole non hanno influenzato la pronuncia delle singole parole inglesi derivate dal greco, e c'è oggi una considerevole varietà nella pronuncia (e certamente anche nell'ortografia) inglese dei nomi dei personaggi storici e mitologici e dei luoghi geografici.
Negli Stati Uniti, una descrizione del 1898 di Peck ci dà la pronuncia prevalente a quel tempo. È simile alla pronuncia ricostruita sostenuta nel Regno Unito da Arnold e Conway, ma con alcune differenze nella pronuncia delle vocali. Considerando un tipico accento americano nell'interpretare gli esempi inglesi di Peck, le vocali α, ι e ο/ω sono pronunciate /a/, /ɪ/ e /o/ (father, machine, note), e per queste tre lettere la lunghezza influenza solo la durata temporale. Η è /e/ (fate) invece che /e̞/. Υ è /u/ invece di /y/ (mentre altri usano ancora /ʊ/). Un altro testo del XX secolo ci dà praticamente la stessa pronuncia di Peck, eccetto ει (/eɪ/ invece di /ɛɪ/) e υι (/wi/ invece di /wɪ/).

## Germania
La situazione nell'istruzione in Germania può essere rappresentativa di quella in molte altre nazioni europee. L'insegnamento del greco antico è basato su una pronuncia sostanzialmente erasmiana, ma, nella pratica, è pesantemente influenzata dal sistema fonologico del tedesco o di altre lingue europee.
Di conseguenza, i tedescofoni non usano la fricativa [θ] per θ ma gli assegnano la stessa pronuncia di τ, [t], ma φ e χ sono realizzate come le fricative [f] e [x] ~ [ç]. ζ è generalmente pronunciata affricata, ma sorda, come la z tedesca [t͡s]. Inoltre, σ è spesso sonora, come vuole la pronuncia tedesca della s davanti a vocale, [z].
ευ e ηυ non si distinguono da οι e sono tutti pronunciati [ɔʏ], seguendo i dittonghi tedeschi eu, äu. Allo stesso modo, ει e αι spesso non sono differenziati e sono entrambi pronunciati [aɪ], come i dittonghi tedeschi ei, ai, e ει è spesso pronunciato [ɛɪ].
Solitamente non si cerca in nessun modo di differenziare gli accenti acuti e circonflessi.
Mentre le deviazioni sono spesso riconosciute come compromessi nell'insegnamento, la consapevolezza di altre idiosincrasie tedesche è meno diffusa. Solitamente i tedescofoni cercano di riprodurre le distinzioni di lunghezza vocalica sulle vocali accentate, ma spesso trascurano di farlo in quelle atone, e tendono anche ad applicare la riduzione della e in [ə].
La lunghezza distintiva delle consonanti singole e doppie è generalmente ignorata e gli schemi di lunghezza vocalica tedeschi correlati all'apertura e alla chiusura delle sillabe può influenzare la realizzazione delle vocali greche davanti a gruppi consonantici, anche nelle sillabe accentate:
ε, η = [ɛ] ~ [eː]; ο, ω = [ɔ] ~ [oː]; ι, ῑ = [ɪ] ~ [iː]; υ, ῡ = [ʏ] ~ [yː]; ου = [ʊ] ~ [uː].
Nella lettura della poesia è usuale rendere la scansione dei piedi con forti accenti intensivi sulle sillabe lunghe, nonostante la naturale accentazione sulle parole, non secondo la reale lunghezza vocalica.

## Francia
La pronuncia del greco antico nella scuola secondaria francese è basata su quella erasmiana, ma è modificata per uniformarsi alla fonetica e anche, nel caso di αυ e ευ, all'ortografia del francese.
La distinzione della lunghezza vocalica e consonantica e l'accento musicale sono completamente ignorati, conformemente alla pronuncia attuale del francese. Il dizionario greco-francese di riferimento, il Dictionnaire grec-français a cura di A. Bailly, nemmeno si preoccupa si segnare la quantità della vocale nelle sillabe lunghe.
Fatta eccezione per la lunghezza, i valori fonetici delle singole vocali sono corretti, ma molti parlanti trascurano la distinzione di apertura fra ε e η, ο e ω, in modo corrispondente alla tendenza di molti locutori di francese moderno. α e ο, seguiti da una consonante nasale e un'altra consonante, sono spesso nasalizzate in [ɑ̃] e [ɔ̃] ([ɑ̃ntrɔpos] per ἄνθρωπος), per influenza del francese.
Il falso dittongo ει è spesso pronunciato [ɛj] o [ej], a prescindere che ει derivi da un vero dittongo o da ε̄. Lo pseudodittongo ου ha il valore di [u], che è storicamente attestato in greco antico.
I dittonghi αι, οι e υι, con l'elemento breve ι, sono pronunciati piuttosto accuratamente come [aj], [ɔj], [yj], ma qualche sito web suggerisce la pronuncia meno accurata [ɥi] per υι. I dittonghi αυ e ευ, con secondo elemento υ, sono pronunciati come gli pseudodittonghi francesi au e eu: [o]~[ɔ] e [ø]~[œ] rispettivamente.
ι non è pronunciata nei dittonghi lunghi in ι, che riflette la pronuncia del greco biblico e tardo (vedi iota sottoscritto). Come per i dittonghi lunghi con υ, i cumuni metodi e le grammatiche in Francia sembrano ignorarli nella loro descrizione della pronuncia del greco antico.
I valori delle consonanti sono in genere corretti. Tuttavia, la mancanza di suoni simili nel francese moderno fa sì che lo spirito aspro non sia pronunciato in Francia; è invece pronunciato nel Belgio francofono e forse in Svizzera, a causa della vicinanza, rispettivamente, di zone olandesi/fiamminghe e tedesche. Inoltre, θ e χ sono pronunciati [t] e [k], mentre φ è pronunciato [f]. Per influenza del francese, ρ e ῥ sono entrambe pronunciate [ʀ], ma gli editori francesi di solito rappresentano -ῤῥ- come -ρρ-. Ancora, γ davanti a consonante velare è generalmente pronunciato [n]. Il digrafo γμ è pronunciato [ɡm], mentre ζ è pronunciato [d͡z], ma entrambe le pronunce sono discutibili alla luce della ricerca attuale.
Più in generale, nessuno sforzo è fatto per rendere gli allofoni non scritti che la ricerca attuale ritiene essere esistiti.
Un famoso esempio di goliardia negli studi classici in Francia è la frase, attribuita a Senofonte, "non presero la città, ma la speranza ha detto brutte cose" (οὐκ ἔλαβον πόλιν· ἀλλὰ γὰρ ἐλπὶς ἔφη κακά, ūk élabon pólin; álla gàr elpìs éphē kaká). Letta alla francese, maccheronicamente diventa "Où qu'est la bonne Pauline? À la gare. Elle pisse et fait caca" ("Dov'è la domestica Pauline? Alla stazione. Piscia e fa la cacca"). In letteratura inglese, la frase non tradotta compare in Finnegans Wake di James Joyce.

## Italia
Il greco antico in Italia è sempre insegnato con pronuncia erasmiana. Tuttavia, per gli italiani è difficile riprodurre l'accento musicale e così l'accento circonflesso e quello acuto non sono distinti. La poesia è letta seguendo la convenzione di accentare il primo elemento di ogni piede. La distinzione fra consonanti semplici e doppie è pertinente in italiano e dunque rispettata.
- β è un'occlusiva bilabiale sonora [b], come in bambino
- γ è un'occlusiva velare sonora [ɡ], come in gatto. Quando γ è preceduta da κ γ χ ξ, viene nasalizzata in [ŋ]
- κ è un'occlusiva velare sorda [k]
- ζ è un'affricata alveolare sonora [d͡z], come in zero
- τ è un'occlusiva dentale sorda [t]
- θ viene insegnata come una fricativa dentale sorda, come nell'inglese thing [θ], ma, siccome l'italiano non ha questo suono, è spesso pronunciata arbitrariamente come un'affricata alveolare sorda [t͡s], come in pozzo, o ancora come τ, un'occlusiva dentale sorda [t].
- φ è una fricativa labiodentale sorda [f], come in futuro
- χ è insegnata come una fricativa velare sorda [x], come nel tedesco ach, ma, siccome l'italiano non ha questo suono, è spesso pronunciata come κ (occlusiva velare sorda [k]).
- υ è una vocale anteriore chiusa arrotondata, come nel francese u, [y]
- ου è pronunciata come una vocale posteriore chiusa arrotondata [u] come in uno.
- la lunghezza vocalica non viene rispettata, di conseguenza non c'è differenza di pronuncia nelle coppie ω/ο e η/ε.
- lo spirito aspro viene spesso ignorato.
- lo iota sottoscritto è ignorato: ᾳ, ῃ, ῳ sono pronunciati semplicemente come [a], [e], [o].

I seguenti dittonghi sono pronunciati allo stesso modo dei loro omologhi italiani:
- αυ = [au̯]
- οι = [ɔi̯] ([oi̯] se atono)
- ει = [ɛi̯] ([ei̯] se atono)
- αι = [ai̯].

## Spagna
Come nella maggior parte dei paesi europei, il greco antico è solitamente, se non sempre, insegnato in pronuncia erasmiana. Ultimamente, comunque, alcuni libri per l'istruzione universitaria e superiore dedicano spazio alla ricostruzione della fonetica del greco antico.
A causa delle caratteristiche della pronuncia castigliana, la pronuncia erasmiana è resa piuttosto bene, ma, come ci si può aspettare, le caratteristiche peculiari della fonologia spagnola traspaiono nella pronuncia erasmiana. Le seguenti sono le caratteristiche più peculiari (e frequenti) della pronuncia spagnola del greco antico:
- come vuole la fonotassi spagnola, le occlusive β, γ, δ in molti contesti sono pronunciate come fricative sonore ([β], [ɣ], [ð]), solo in certi contesti come le occlusive ([b], [g], [d]);
- le aspirate θ, φ, χ sono pronunciate come fricative sorde ([θ], [f], [x]);
- come vuole la fonotassi spagnola, le consonanti doppie ζ, ξ, ψ difficilmente sono differenziate nella pronuncia da molti studenti, anche se ξ è solitamente resa correttamente come [ks];
- ῥ- iniziale è spesso pronunciata doppia -ρρ- ([r]);
- la lunghezza consonantica è totalmente ignorata (ad es., -λλ- e -ππ- sono pronunciate semplicemente come -λ- e -π-);
- anche la quantità vocalica come anche l'apertura della vocali sono ignorate: di conseguenza, nessuno sforzo è fatto per distinguere coppie come ε/η e ο/ω;
- la vocale υ, sebbene insegnata come [y] (assente nel sistema vocalico spagnolo), è solitamente pronunciata [i];
- i dittonghi grafici sono solitamente pronunciati come appaiono (con conseguente confusione fra i dittonghi "veri" e "falsi"), eccetto ου, solitamente pronunciato [u] (o, a volte, [ou], come scritto);
- lo iota sottoscritto è ignorato: ᾳ, ῃ, ῳ sono pronunciati semplicemente come [a], [e], [o];
- come vuole la fonotassi spagnola, lo spirito aspro è solitamente pronunciato [x], ma, seguendo la pronuncia dell'inglese, c'è qualche sforzo di pronunciarlo [h];
- non viene fatta differenza fra l'accento acuto (grave) e circonflesso.